# Rhyacophila yipung
Rhyacophila yipung är en nattsländeart som beskrevs av Schmid 1970. Rhyacophila yipung ingår i släktet Rhyacophila och familjen rovnattsländor. Inga underarter finns listade i Catalogue of Life.